# Bataille de Cerro Gordo
Guerre américano-mexicaine
Batailles
Opérations le long du Río Grande
- Fort Texas
- Palo Alto
- Resaca de la Palma

La révolte de Taos
- Cañada
- Mora
- Embudo Pass
- Pueblo de Taos

Campagne de Californie
- Santa Fe
- San Pasqual
- Rio San Gabriel
- La Mesa

Campagne du Nord de Taylor
- Monterrey
- Buena Vista

Campagne de Scott
- Veracruz
- Cerro Gordo
- Contreras
- Churubusco
- Molino del Rey
- Chapultepec
- Mexico

Siège de Puebla
- Siège de Puebla
- Bataille de Huamantla

Campagne de la côte Pacifique
- Guaymas
- Mulege
- Punta Sombrero
- Mazatlán
- La Paz
- Palos Prietos et Urias
- San José del Cabo
- Siège de La Paz
- Affaire à Guaymas
- San Blas
- Manzanillo
- San José del Cabo
- Cochorio
- Bocachicacampo
- Todos Santos

La bataille de Cerro Gordo se déroule le 18 avril 1847 durant la guerre américano-mexicaine, à Cerro Gordo (localité située sur un col à 3 000 m d'altitude, à une centaine de kilomètres à l'intérieur des terres) dans l'État de Veracruz au Mexique. Elle oppose l'armée américaine, forte de 8 500 hommes, commandée par le général Winfield Scott à l'armée mexicaine, forte de 12 000 hommes, commandée par le général Antonio López de Santa Anna. Elle se conclut par une lourde défaite de Santa Anna et de ses troupes.

## Contexte
Après avoir assiégé le port et la ville de Veracruz durant 20 jours, les troupes américaines y entrent victorieusement le 29 mars 1847 et marchent ensuite vers Mexico.
Le général Scott disposait de moins de douze mille hommes à Veracruz, alors que l'administration américaine lui en avait promis beaucoup plus. Il s'agit d'une toute petite armée, appelée à pénétrer à plus de 400 km à l'intérieur d'un pays ennemi pour y assiéger sa capitale ; une ville qui à l'époque comptait bien plus de 100 000 habitants. Qui plus est, quel que soit le chemin choisi pour atteindre la capitale, il passe par les montagnes et leurs cols qui sont aisément défendables. En fait, à cette époque, il n'existe que deux routes, menant de Veracruz à Mexico, qui peuvent être empruntées par une armée; l'une passe par Xalapa et Perote, l'autre par Cordoba et Orizaba, toutes deux débouchent sur la vaste plaine qui va jusqu'à Mexico après avoir traversé une chaîne de montagnes. 
Il était important de quitter au plus vite Veracruz afin d'éviter la fièvre jaune (nommée vomito au Mexique) qui y sévit à cette époque de l'année et qui peut être fatale aux personnes non acclimatées. Il était absolument nécessaire d'avoir suffisamment de provisions à fournir à l'armée dans sa marche vers Jalapa qui se situe à une altitude (1 400 m) où ne sévissent plus les fièvres côtières et qui plus est une région fertile où une armée de la taille de celle du général Scott peut trouver suffisamment de nourriture pour subsister durant une période indéterminée.
Sans compter les malades et les troupes qui gardent les prisonniers faits à Veracruz, la colonne en marche compte moins de 10 000 hommes. Elle est composée de trois divisions, commandées par les généraux Twiggs, Patterson, et Worth. Afin d'échapper aux fièvres, dès que des moyens de transport suffisant pour une division sont disponibles, elle commence son avance.

## La marche vers Jalapa
Le 8 avril, la division de Twiggs entame sa marche vers Jalapa. Elle est bientôt suivie par celle de Patterson. Le général Worth suivra avec l'arrière-garde dès qu'il aura réuni suffisamment de moyens de transport pour emporter six jours de vivres pour ses troupes ainsi que les munitions et les matériaux nécessaires à l'édification de campements, il pourra enfin quitter Veracruz le 13 avril. 
L'avant garde fonce vers l'ennemi à Cerro Gordo, à quelque 80 km à l'ouest sur la route de Jalapa et campe à Plan del Rio, à environ cinq kilomètres des fortifications. Le général Patterson atteint Plan del Rio avec sa division, peu après l'arrivée de Twiggs. Tous deux sont maintenant en sécurité pouvant parer à toute attaque de Santa Anna qui commande les forces mexicaines. Ils font face à l'ennemi, mais sans qu'aucune agression ne se produise jusqu'au 18 avril. Le général Scott est resté à Vera Cruz pour hâter les préparatifs de campagne mais le 12, en apprenant la situation sur le front, il se rend immédiatement là bas pour superviser personnellement les opérations. Il établit immédiatement des plans afin de prendre la position tenue par Santa Anna et ses hommes. 

## Cerro Gordo
Cerro Gordo est un des plus hauts éperons rocheux de ces montagnes à une vingtaine de kilomètres à l'est de Jalapa, Santa Anna l'a choisi car il est le point le plus facile à défendre contre l'armée d'invasion. La route dont on dit qu'elle fut construite par Cortés, zigzague sur le flanc de la montagne et est défendue à chaque virage par une position d'artillerie. De chaque côté s'élèvent des falaises où se creusent des précipices, une attaque en suivant la route ou par le flanc semble impossible. Dès l'arrivée du commandant en chef, des reconnaissances sont envoyées pour trouver où construire une route par laquelle on pourrait atteindre l'arrière de l'ennemi sans avoir à attaquer de front. 
Ces reconnaissances sont menées sous les ordres du Capitaine Robert E. Lee, assisté par les Lieutenants P. G. T. Beauregard, Isaac I. Stevens, Z. B. Tower, G. W. Smith, George B. McClellan, et J. G. Foster, du corps des ingénieurs, tous ces officiers deviendront fameux dans l'un ou l'autre des camps de la guerre de Sécession qui va bientôt déchirer les États-Unis. 
Ces reconnaissances menées à bien et la construction de routes sur le flanc de l'ennemi est achevée le 17 avril. Tout ceci est accompli sans que Santa Anna n'en sache rien et sur un terrain où il supposait que ce fut impossible. Le même jour, le général Scott donne ses ordres pour une attaque le 18.

## La bataille

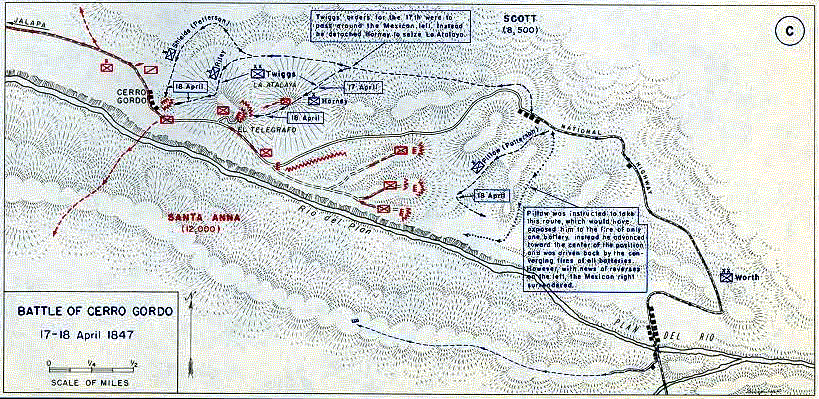
Plan de la Bataille de Cerro Gordo.

L'attaque a lieu telle qu'ordonnée, et peut-être ne fut-ce pas une bataille de la guerre américano-mexicaine, ni d'aucune autre, tant les ordres donnés avant l'engagement étaient plutôt un exact rapport de ce qui allait se passer ensuite. Sous la conduite des ingénieurs, des routes ont été ouvertes au-dessus de précipices surplombés par des falaises où les hommes pouvaient à peine grimper et où aucune bête ne l'aurait pu. 
Les ingénieurs qui ont dirigé les travaux ouvrent la voie, suivis par les troupes. Les canons sont descendus à la main le long des parois escarpées, les hommes attachent une solide corde sur leur essieu arrière et les font descendre lentement, un à un, alors que les hommes au sommet freinent la descente des canons, d'autres plus bas dirigent leur course. D'une manière similaire, les canons sont ensuite hissés le long des pentes opposées. C'est ainsi que les troupes de Scott atteignent les positions qui leur ont été assignées, derrière les retranchements ennemis sans avoir été découverts. 
L'attaque débute, les troupes de réserve mexicaines se retrouvent à découvert, derrière les lignes de défense et battent en retraite et celles qui occupent les lignes se rendent, la surprise est totale. Sur le flanc gauche, le général Pillow fait une formidable démonstration qui occupe l'ennemi et contribue à la victoire.
La victoire américaine est écrasante, 3 000 Mexicains sont faits prisonniers, des magasins entiers de vivres, de matériels et de munitions sont saisis. Vu leur nombre, les prisonniers seront relâchés sur parole, l'artillerie est conservée, les petites armes et les munitions détruites.

## Analyse deUlysses S. Grant
« La bataille de Buena Vista fut déterminante dans le succès du général Scott à Cerro Gordo et dans toute sa campagne, de Veracruz aux grandes plaines qui mènent à Mexico. La seule armée dont disposait Santa Anna pour protéger sa capitale et les cols à l'ouest de Veracruz, était celle qu'il avait alors engagée contre le général Taylor. Il est peu probable qu'il soit allé au nord, jusqu'à Monterrey pour y attaquer les troupes américaines s'il avait su que son pays risquait une invasion par le sud. Lorsque Taylor fit mouvement vers Saltillo et avança vers Buena Vista, Santa Anna traversa le désert pour attaquer l'armée des envahisseurs, en espérant sans doute l'écraser et être de retour à temps pour rencontrer le général Scott dans les cols montagneux à l'ouest de Veracruz. Son attaque sur Taylor fut désastreuse pour l'armée mexicaine, mais, en dépit de ceci, il fait marcher son armée jusqu'à Cerro Gordo, sur une distance de pas moins de mille six cents kilomètres, juste à temps pour s'y retrancher convenablement avant l'arrivée de Scott. S'il avait été victorieux à Buena Vista, ses troupes auraient sans doute offert une résistance acharnée à Cerro Gordo. Si la bataille de Buena Vista n'avait pas eu lieu, Santa Anna aurait eu le temps de faire mouvement tranquillement pour rencontrer l'envahisseur plus au sud avec une armée ni démoralisée ni obsédée par la défaite. »

## Après la bataille
Après la bataille, l'armée victorieuse se rend à Jalapa, où elle se retrouve dans une région belle, productive et saine, bien loin des fièvres de la côte. Jalapa, cependant, est toujours dans les montagnes et d'ici à la grande plaine, toute la route est facile à défendre. Il est donc important pour les Américains de prendre possession de la grand' route entre la côte et le point où elle quitte les montagnes avant que les Mexicains n'aient le temps de se réorganiser et d'y établir des fortifications. C'est la division de Worth qui est choisie pour s'assurer de son contrôle. Elle marche vers Perote sur la grande plaine, à quelque distance du débouché de la route des montagnes. Il y a un fort en face de la ville, connu sous le nom de Château de Perote qui se rend sans offrir la moindre résistance.

## Sources
- (en) David Nevin, The Mexican War, New York, Time Life Books, 1978, 240 p. (ISBN 978-0-8094-2302-6).
- (en) K. Jack Bauer, The Mexican-American War, New York, Macmillan, 1974 (ISBN 978-0-02-507890-1).
- The Encyclopedia of Military History, Dupuy and Dupuy. Harper & Row, Publishers.

- (en) Ulysses S. Grant. Personal Memoirs (le texte ci-dessus en est une traduction libre et partielle)
- (en) Gen. Scott Official report
- (en) US Military Accademy West Point
- (en) General Patterson sur sonofthesouth.net